# Ion Echaide
Jon Echaide Sola (Barañáin, Navarra, España, 5 de enero de 1988), conocido como Echaide, es un futbolista español que juega de defensa.

## Trayectoria
Formado en las categorías inferiores del C. A. Osasuna, Echaide realizó la pretemporada 2009 con el primer equipo pero fue cedido a la S. D. Huesca para disputar la campaña 2009-10. Sin embargo, la lesión del jugador Oier Sanjurjo motivó su regreso al club navarro en diciembre de 2009. En enero de 2014 fue cedido al Hércules C. F. hasta el final de temporada.
La temporada 2014-15, con el equipo pamplonica en la Segunda División, la disputó en el primer equipo del C. A. Osasuna jugando de titular más de 20 partidos de liga.
En el verano de 2015 pone rumbo a tierras castellanas para fichar por el CD Toledo.
En el verano de 2018 fichó por el Ontinyent C. F. y en el invierno de esa temporada fichó por el C. D. Calahorra, club en el que permaneció hasta el final de la temporada 2019-20.
En la temporada 2020-21 fichó por el Haro Deportivo y de cara al curso 2021-22 firmó con la U. E. Sant Julià.

## Clubes
| Club              | País    | Categoría | Año       | PJ | Goles |
| ----------------- | ------- | --------- | --------- | -- | ----- |
| C. A. Osasuna "B" | España  | 2.ª B     | 2006-2007 |    |       |
| C. A. Osasuna "B" | España  | 2.ª B     | 2007-2008 | 4  | 0     |
| C. A. Osasuna "B" | España  | 2.ª B     | 2008-2009 | 11 | 1     |
| C. A. Osasuna     | España  | 1.ª       | 2007-2009 | 0  | 0     |
| S. D. Huesca      | España  | 2.ª       | 2009-2010 | 13 | 1     |
| C. A. Osasuna     | España  | 1.ª       | 2009-2010 | 2  | 0     |
| S. D. Huesca      | España  | 2.ª       | 2010-2011 | 36 | 0     |
| C. A. Osasuna     | España  | 1.ª       | 2011-2012 | 3  | 0     |
| S. D. Huesca      | España  | 2.ª       | 2012-2013 | 19 | 0     |
| C. A. Osasuna     | España  | 1.ª       | 2013      | 13 | 0     |
| Hércules C. F.    | España  | 2.ª       | 2014      | 36 | 0     |
| C. A. Osasuna     | España  | 2.ª       | 2014-2015 | 21 | 0     |
| C. D. Toledo      | España  | 2.ª B     | 2015-2016 | 40 | 1     |
| C. D. Toledo      | España  | 2.ª B     | 2016-2017 | 38 | 1     |
| C. D. Toledo      | España  | 2.ª B     | 2017-2018 | 29 | 0     |
| Ontinyent C. F.   | España  | 2.ª B     | 2018      | 7  | 0     |
| C. D. Calahorra   | España  | 2.ª B     | 2019-2020 | 33 | 0     |
| Haro Deportivo    | España  | 2.ª B     | 2020-2021 | 20 | 1     |
| U. E. Sant Julià  | Andorra | 1.ª       | 2021-2022 | 0  | 0     |

## Palmarés

### Títulos internacionales
| Título          | Club (*)        | Sede    | Año  |
| --------------- | --------------- | ------- | ---- |
| Eurocopa Sub-19 | España (sub-19) | Austria | 2007 |

(*) Incluyendo la selección.